# Grabče
Grabče – wieś w Słowenii, w gminie Gorje. W 2018 roku liczyła 87 mieszkańców.